# فرودگاه بامندا
فرودگاه بامندا (به انگلیسی: Bamenda Airport) یک فرودگاه همگانی با کد یاتا BPC است که یک باند فرود آسفالت دارد و طول باند آن ۲۵۰۰ متر است. این فرودگاه در کشور کامرون قرار دارد و در ارتفاع ۱۲۳۹ متری از سطح دریا واقع شده‌است.